# Trofeo Internacional de Natación Ciudad de Barcelona
El Trofeo Internacional de Natación Ciudad de Barcelona es una competición deportiva de natación que se celebra cada año en Barcelona desde 1980, organizado por la Federación Catalana de Natación y el Club Natació Sant Andreu, con la colaboración del Ayuntamiento de Barcelona. Tiene lugar cada mes de junio en la piscina Pere Serrat, de 50 metros y al aire libre, del Club Natació Sant Andreu.
Está considerada una de las competiciones internacionales más prestigiosas de Europa al aire libre por el nivel de los participantes. En la edición del año 2006 participaron más de 400 nadadores de 64 países de todo el mundo.
El trofeo forma parte del "Meeting de Natación Mare Nostrum", una de las competiciones europeas más importantes del mundo y que reúne las pruebas de Barcelona, Montecarlo (Mónaco) y Canet de Rosselló (Francia).
Para los nadadores españoles, el trofeo es una oportunidad donde pueden conseguir sus marcas mínimas para ir a los campeonatos de natación internacionales, como los campeonatos de Europa, mundiales o Juegos Olímpicos. 